# جيرالد توملينسون
جيرالد توملينسون (بالإنجليزية: Gerald Arthur Tomlinson)‏ هو كاتب وصحفي أمريكي، ولد في 24 يناير 1933 في إلميرا في الولايات المتحدة، وتوفي في 24 يونيو 2006 في Roxbury, New Jersey ‏ في الولايات المتحدة.